# Мод, Фредерик Стенли
Фредерик Стенли Мод (англ. Lieutenant General Sir Frederick Stanley Maude; 24 июня 1864, Гибралтар — 18 ноября 1917, Багдад) — британский генерал-лейтенант (1917 год), известен благодаря усилиям при захвате Багдада в 1917 году и в Месопотамской кампании Первой мировой войны. Рыцарь ордена Бани, кавалер ордена Святого Михаила и Святого Георгия, получил орден «За выдающиеся заслуги».

## Биография
Младший сын генерала. Образование получил в Итонском колледже и Академии Генштаба (1896 год).
В 1884 году вступил в Колдстримский гвардейский пехотный полк. В 1895 году участвовал в операциях у Суахима. В 1888—1892 годах адъютант 1-го батальона Колдстримского гвардейского полка, в 1897—1899 годах бригад-майор гвардейской бригады.
В качестве офицера Генштаба при гвардейской бригаде участвовал в англо-бурской войне 1899—1902 годов.
В 1901—1904 годах военный секретарь генерал-губернатора Канады, в 1905 году личный секретарь Секретариата Военного совета.
В 1906—1908 годах генерал-квартирмейстер в Плимуте, в 1908—1909 годах начальник штаба 2-й Лондонской дивизии территориальных войск. В 1909—1912 годах помощник директора отдела территориальных войск Военного министерства. В 1912—1914 годах начальник штаба 5-й дивизии. С начала 1914 года служил в Генштабе.
При мобилизации в августе 1914 года назначен в штаб III армейского корпуса и вскоре стал начальником штаба корпуса.
В 1915 году получил в командование 14-ю пехотную бригаду, затем 33-ю пехотную дивизию.
В августе 1915 года назначен начальником 13-й пехотной дивизии, находившейся на Галлиполийском полуострове в чрезвычайно трудных условиях.
После эвакуации полуострова направлен с войсками, взятыми из Египта, для помощи генералу Ч. Таунсенду, блокированному турецкими войсками в Кут-Эль-Амаре. Однако, в апреле 1916 года Таунсенд был вынужден капитулировать.
С июля 1916 года командир III армейского корпуса. С августа 1916 года главнокомандующий британскими войсками в Месопотамии. Начал подготовку наступления на Багдад, завершил реорганизацию британских войск, начатую генералом. П. Лейком. К декабрю 1916 года подчиненные ему войска насчитывали 48 тысяч человек и подразделялись на I (генерал Э. Коббе) и II (генерал У. Маршалл) индийские корпуса.
10 декабря 1916 года начал наступление от Басры. XVIII армейский корпус 6-й турецкой армии занимал укрепленные позиции на берегах Тигра между Саниайратом и Кут-Эль-Амара. Мод, атаковав турецкие войска с фронта и обходя их с фланга, принудил их к беспорядочному отступлению. 24 февраля 1917 года занял Кут-Эль-Амару и отбросил турецкие войска к Багдаду, а 10-11 марта, после упорных боев, отбросил турецкие войска на Мосул и занял Багдад. Установил регулярную связь с действовавшим в Месопотамии русским экспедиционным корпусом генерала Н. Н. Баратова. В начале апреля, выйдя на реку Дияла, приостановил преследование турецкой армии, к этому времени британская экспедиционная армия в Месопотамии имела 1 английскую и 4 индийских дивизии (около 60,1 тысяч человек, 205 орудий), а также на охране тыла около 18 тысяч человек при 39 орудиях.
Во время турецкого контрнаступления в июне 1917 года не оказал поддержки русским войскам. Планировалось взаимодействие русских и английских войск в рамках Мосульской операции.
В сентябре предпринял новое наступление и, пользуясь тяжелым положением 6-й турецкой армии, занял ряд населенных пунктов и достиг границ Мосульского вилайета, выйдя на фронт Кара-Тепе — Текрит. Начал подготовку базы для дальнейшего наступления на Мосул (совместно с русскими войсками), но во время приготовлений умер от холеры (выпил зараженного молока).